# Nicolaas III Hoen

Familiewapen Van Hoensbroeck

Nicolaas III Hoen ook bekend als Nicolaas III van Hoensbroeck (1405-1473) was de zoon van Nicolaas II Hoen, uit het Huis Hoensbroeck, en Aleijt Catharina van Maschereel.
Omdat het huwelijk van zijn broer Herman III van Hoensbroeck met Catharina van de Broich vrouwe van Daelhoff (ca. 1392-) kinderloos bleef volgde Nicolaas hem in 1454 op als 4e heer van Hoensbroeck, daarbij werd hij ook heer van Haren,  Ten Eelen en Sprelant.
Hij trouwde (1) ca. 1426 met Agnes Bock van Lichtenberg erfvrouwe van Neercanne de dochter van Ogier Bock van Lichtenberg heer van Lichtenberg en Joanna Bosch tot Mopertingen erfvrouwe van Mopertingen en Neercanne. Agnes Bock had nog een jongere zuster Alida. Deze Alida Bock, de erfvrouwe van Lichtenberg, werd de moeder van Herman Schilling van Eijnatten (ca. 1460-1540) die op 31 mei 1483 in het huwelijk trad met Aleidis (Alida) II Hoen (ca. 1465-1511).
Uit zijn eerste huwelijk zijn geboren: 
- Barbara Hoen  (1427-)
- Nicolaas IV Hoen 5e heer van Hoensbroeck 1447-1516  (1430-1516)

Nicolaas trouwde (2) na 1454 met de weduwe van zijn broer Catharina van de Broich vrouwe van Daelhoff (1392-). Uit zijn tweede huwelijk werden geen kinderen geboren.